# Encyclopédie soviétique azerbaïdjanaise
L'Encyclopédie soviétique azerbaïdjanaise ou ESA (en azéri cyrillique : Азәрбајҹан Совет Енсиклопедијасы,  en azéri latin : Azərbaycan Sovet Ensiklopediyası) est une encyclopédie généraliste en azéri publiée par l'Académie azerbaïdjanaise des sciences. L'édition complète compte 10 volumes.
La première édition de l'Encyclopédie soviétique azerbaïdjanaise est sortie en 1976, et entre 1976 et 1987 est publiée chaque année avec des réactualisations des articles de la République socialiste soviétique d'Azerbaïdjan, l'Union soviétique et des États dans le monde. L'édition complète en 10 volumes a été achevée en 1987. Les chefs éditeurs étaient Rasul Rza et Djemil Kuliyev.
| Volume       | Année     | Noms             |
| ------------ | --------- | ---------------- |
| 1            | 1976      | А-БАЛЗАК         |
| 2            | 1978      | БАЛЗАМ-ГАЈДАР    |
| 3            | 1979      | ГАЈБІБОВ-ЕЛДАРОВ |
| 4            | 1980      | ЕЛДЭКЭЗ-ИТАВИРА  |
| 5            | 1981      | ИТАЛИЈА-КУБА     |
| 6            | 1982      | КУБА-МИСИР       |
| 7            | 1983      | МИСИЛ-ПРАДО      |
| 8            | 1984      | ПРАДО-СПРИНТ     |
| 9            | 1986      | СПУТНИК-ФРОНТОН  |
| 10           | 1987      | ФРОСТ-ШҮШТЭР     |
| Total (1-10) | 1976-1987 | А-ШҮШТЭР         |